# Lavaud (affluent Isle)
Pour les articles homonymes, voir Lavaud.
Le Lavaud (ou le Laveau) est un ruisseau français du département de la Dordogne, affluent de l’Isle.

## Géographie
Il prend sa source à près de 325 mètres d'altitude sur la commune de Dussac, à environ un kilomètre au nord-ouest du bourg, près du lieu-dit Flamberville.
Il rejoint l’Isle en rive gauche, en limite des communes de Sarrazac et Nanthiat, deux kilomètres au nord-nord-ouest du bourg de Nanthiat.
Son cours sert en grande partie de limite naturelle à quatre communes, Dussac et Sarrazac en rive droite, Saint-Sulpice-d'Excideuil et Nanthiat sur l'autre rive.
Long de 11,7 km, le Lavaud possède deux affluents répertoriés, tous deux en rive droite : le Cachinaud et le Boucheron.

## Communes et cantons traversés
À l'intérieur du département de la Dordogne, le Lavaud arrose quatre communes,, toutes sur le même canton :
- Canton de Lanouaille
  - Dussac (source)
  - Saint-Sulpice-d'Excideuil
  - Sarrazac (confluence)
  - Nanthiat (confluence)

## Galerie

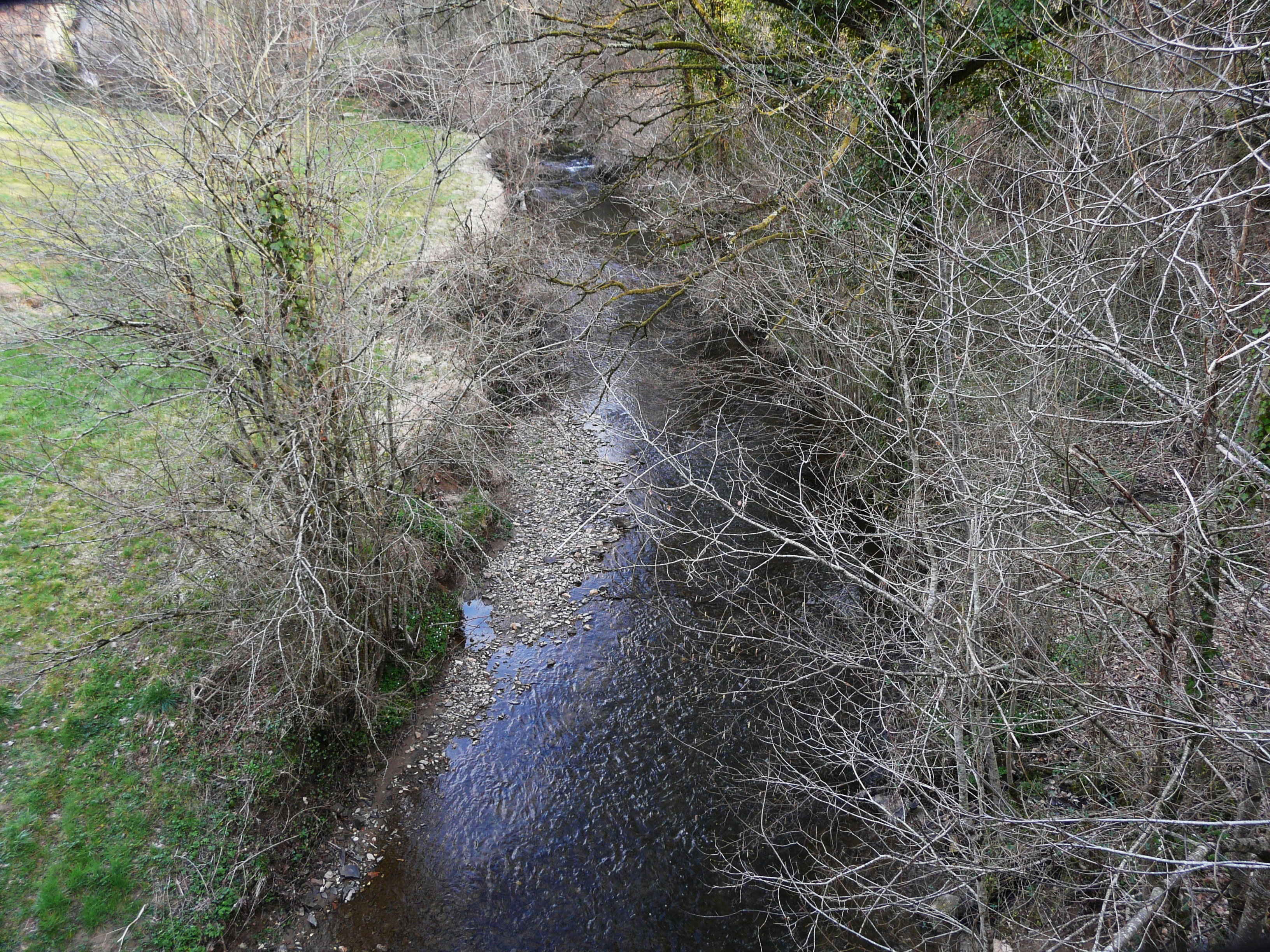
Au pont proche du moulin de Boueix, en limite de Sarrazac et Saint-Sulpice-d'Excideuil.
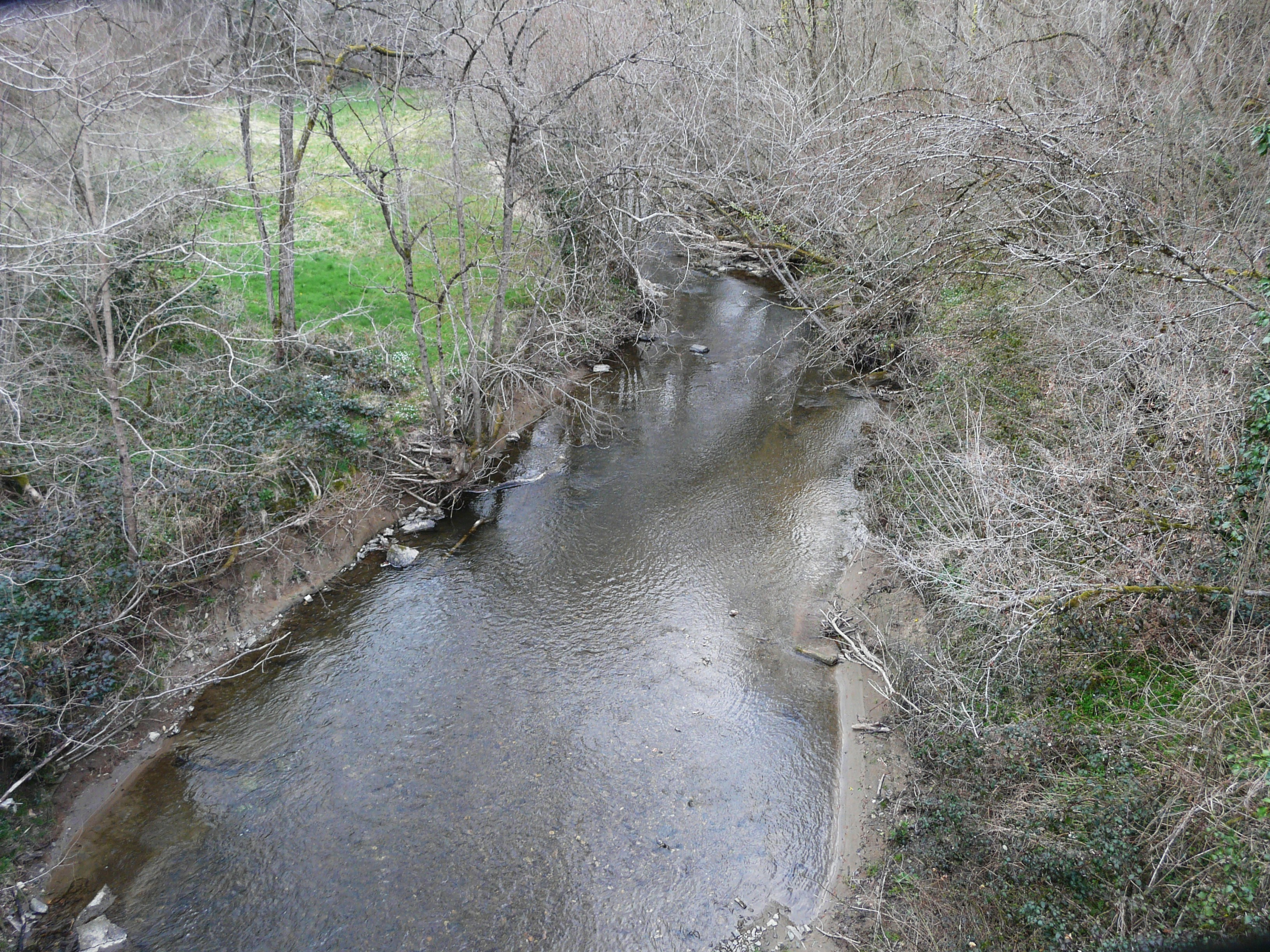
Au pont proche du moulin de Boueix, en limite de Sarrazac et Nanthiat.
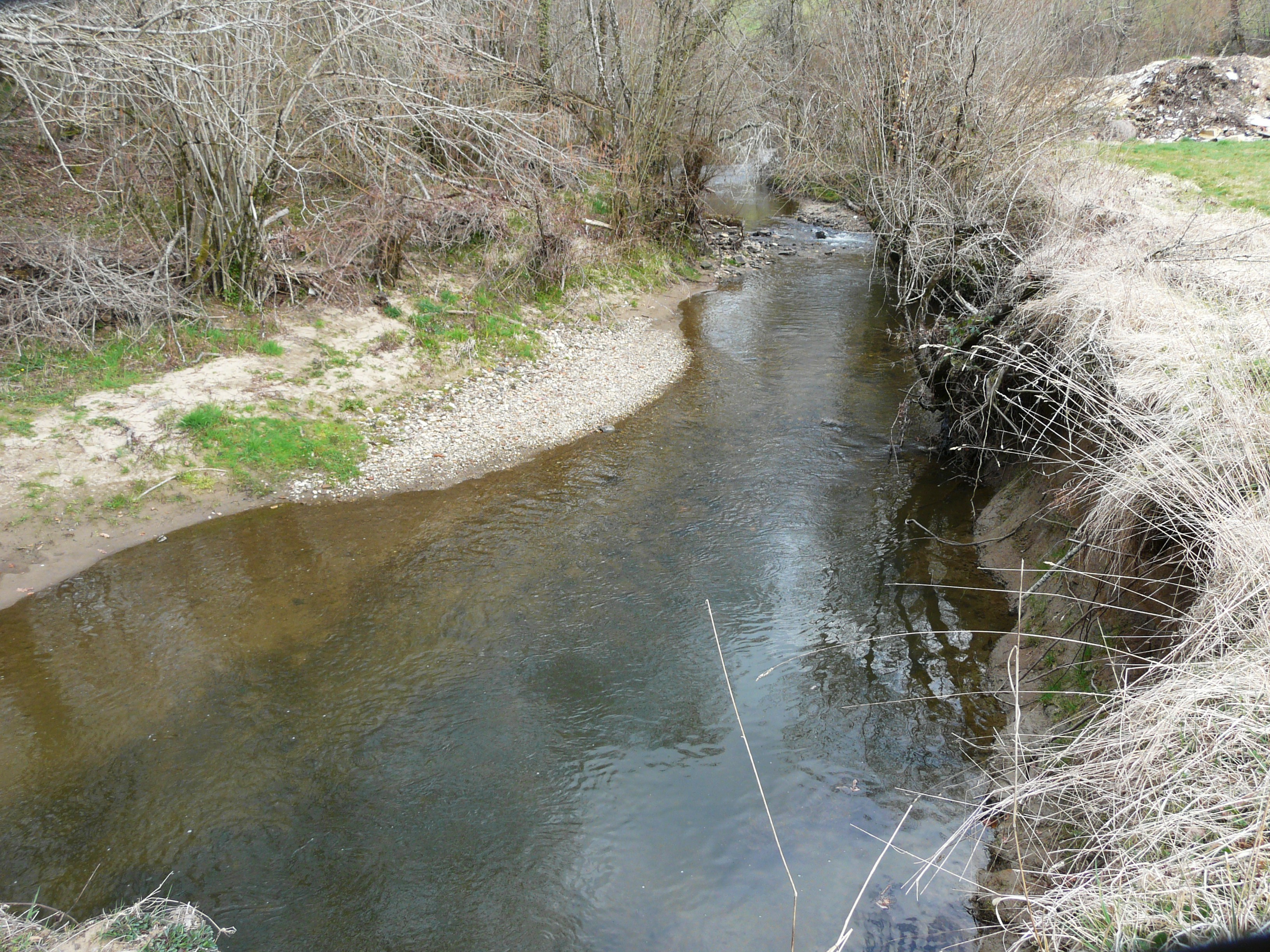
En amont de Gengireau, en limite de Sarrazac et Saint-Sulpice-d'Excideuil.